# 串本応挙芦雪館

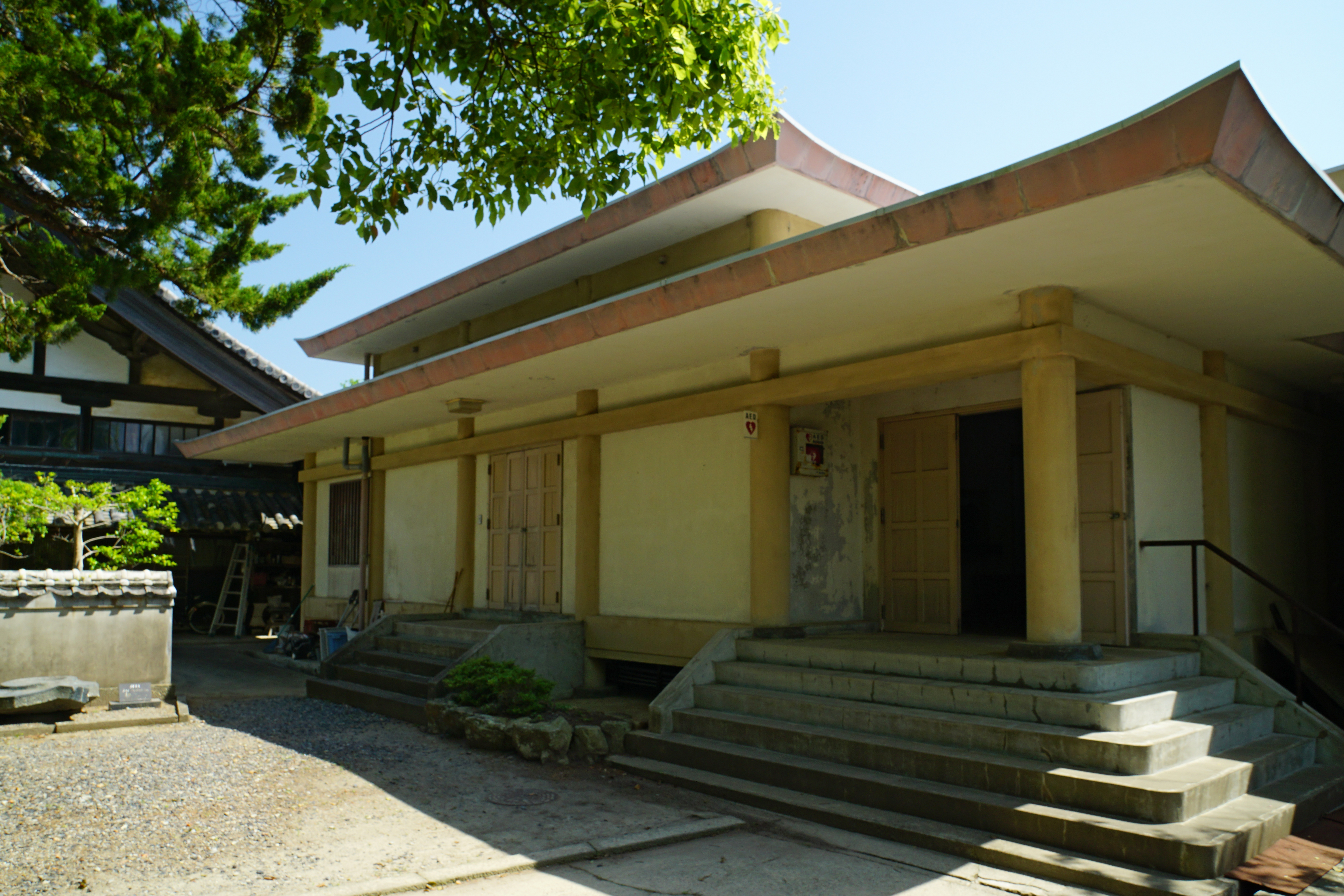
特別展示室（座禅室）

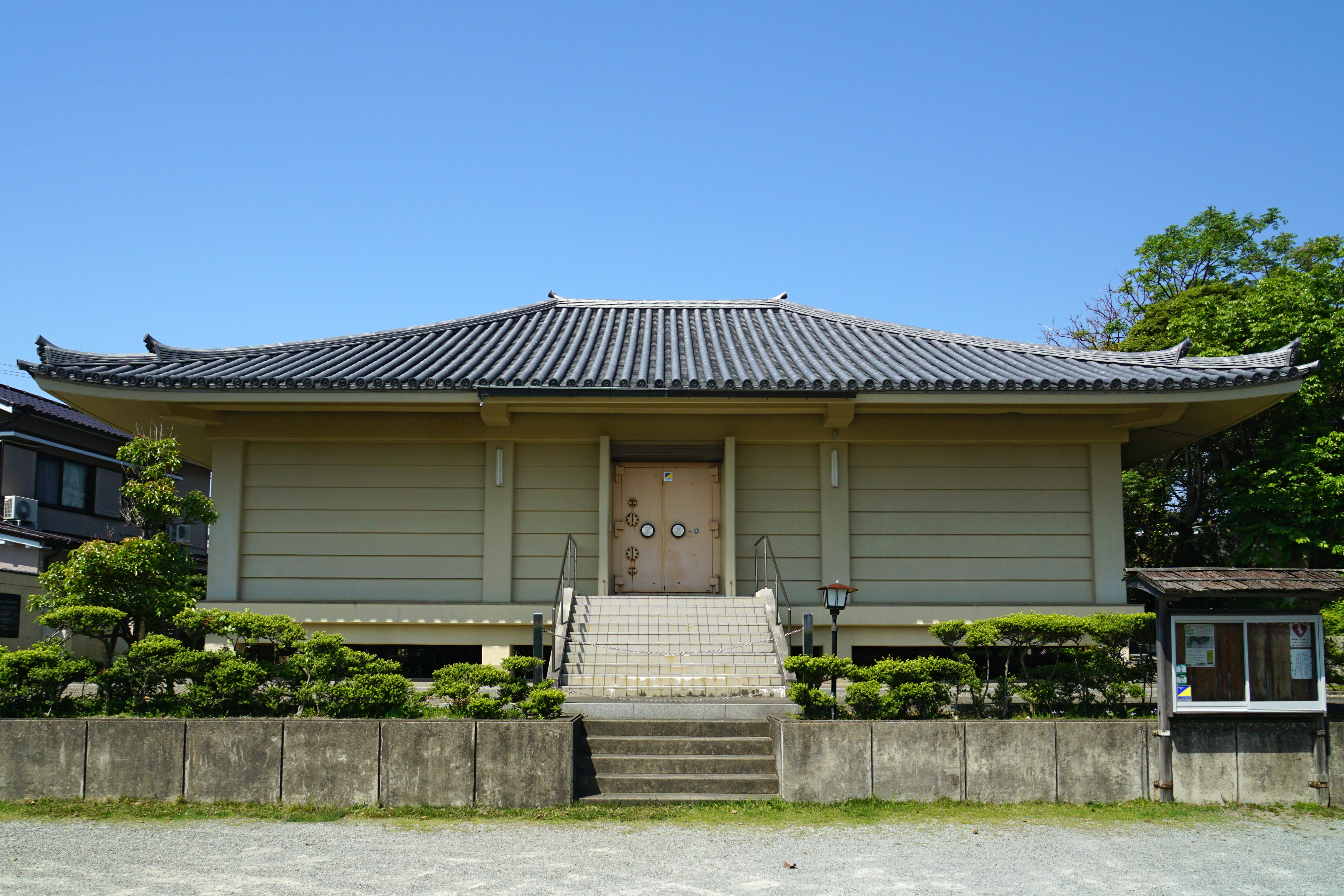
方丈障壁画群（重要文化財）の実物が展示される収蔵庫

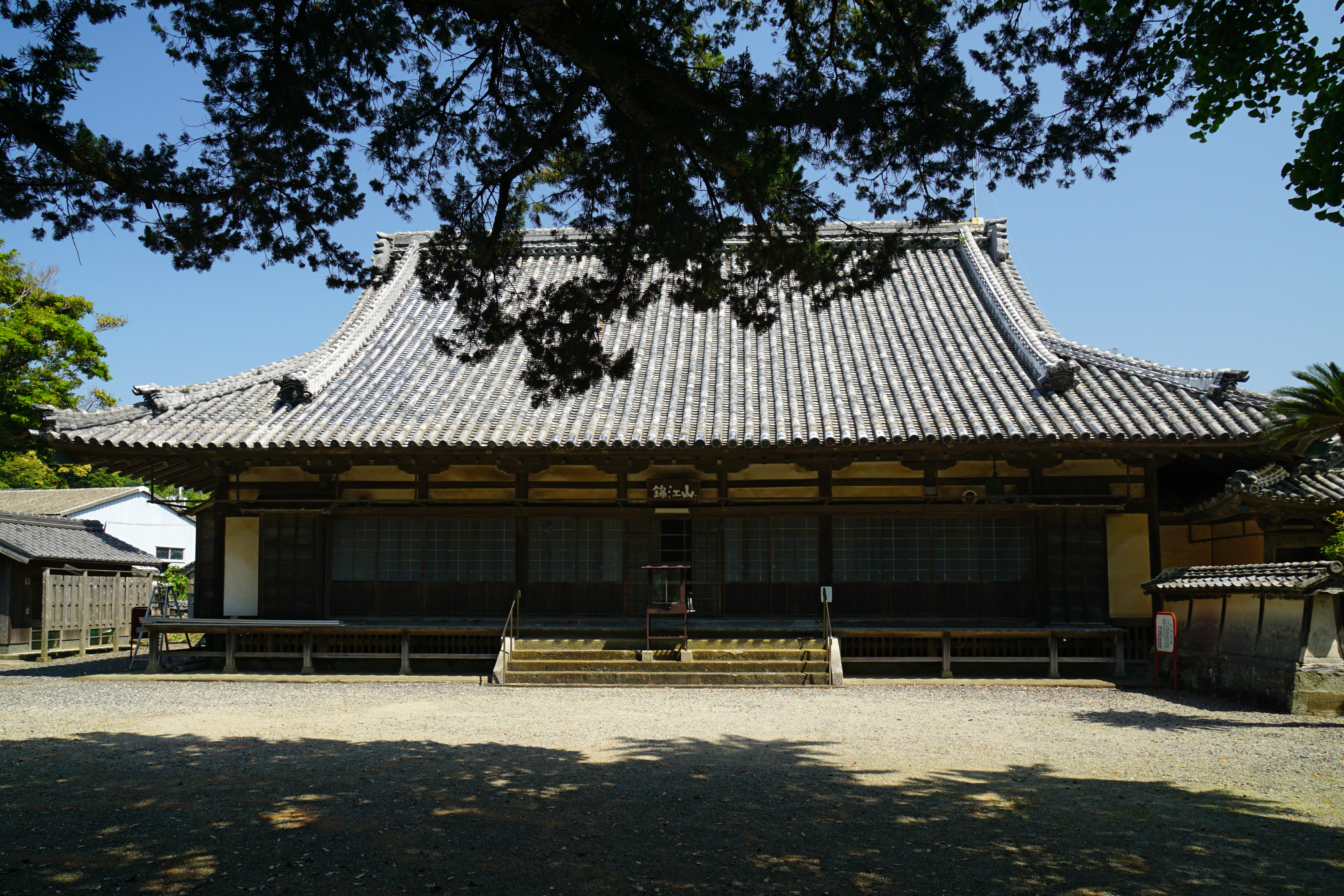
方丈障壁画群のデジタル再製画が展示される無量寺本堂

串本応挙芦雪館（くしもとおうきょろせつかん）は和歌山県東牟婁郡串本町にある美術館。

## 概要
本土最南端の地、串本町の臨済宗東福寺派別格寺院　無量寺（芦雪寺）の境内に建つ美術館で、設置の主たる目的は無量寺寺宝の保存と公開であるが、現代美術作品や郷土資料、考古学資料の収集・展示も行っている。寺の正門脇に、平屋建てで高床式の鉄筋コンクリートの美術館（展示室5室、建築面積363平方m）と、展示施設を備えた収蔵庫の二つの建物がある。
障壁画をはじめとする寺宝を残すため、1961年（昭和36年）に「日本で一番小さい美術館」として無量寺境内に開館した。
館内には円山応挙、長沢芦雪をはじめ、伊藤若冲、狩野山雪、狩野探幽、白隠らの名品50点余りが展示されている。中でも円山応挙筆の『波上群仙図』、長沢芦雪の『龍虎図』を含む55面の障壁画（国の重要文化財）は海外からも高い評価を受けている。
無量寺は1707年に発生した南海トラフ巨大地震である宝永地震による大津波で全壊・流失したが、80年後の天明6年（1786年）に愚海和尚によって再建された。和尚が京都にいた頃の友人であった応挙は、これを祝って障壁画12面を描いたが、年齢のためもあり弟子の芦雪に障壁画を託して京から南紀に向かわせた。串本に着いた芦雪は、滞在中に自らも無量寺本堂のために『龍虎図』などを描いている。
美術館の展示室には、寺の本堂にあったときと同じ配置になるように『龍虎図』が置かれていたが現在はレプリカが置かれており、その本堂には精巧なデジタル再製画が設置されている。障壁画の実物は、新しい収蔵庫内に配置・展示されており、鑑賞できるようになっている。

## 主な収蔵品
方丈障壁画群
以下、55面の障壁画が重要文化財に指定されている。
- 円山応挙筆
  - 紙本墨画波上群仙図 壁貼付2面、襖6面（上間一之間）
  - 紙本墨画山水図 床（とこ）貼付4面、違棚壁貼付4面（上間一之間）
  - 紙本金地著色群鶴図 天袋小襖4面（上間一之間）

- 長沢芦雪筆
  - 紙本著色薔薇図 襖8面（上間二之間）
  - 紙本墨画竜虎図 襖12面（室中及び内陣）
  - 紙本墨画群鶴図 壁貼付1面、襖6面（下間一之間）
  - 紙本墨画唐子琴棋書画図（寺子屋図・遊図） 襖貼付8面（下間二之間）

## 所在地
〒649-3503 和歌山県東牟婁郡串本町串本833

## 交通
- JR紀勢本線（きのくに線） 串本駅から徒歩7分